# TSC Arena
El TSC Arena es un estadio de fútbol ubicado en la ciudad de Bačka Topola, Serbia. Fue inaugurado el 3 de septiembre de 2021 y alberga los juegos del FK TSC Bačka Topola de la Superliga de Serbia, posee una capacidad de 4.500 asientos y cumple con los estándares de categoría 3 de la UEFA para partidos internacionales.

## Historia
El primer ascenso del club a la máxima división del fútbol nacional, al final de la temporada 2018/19, fue la oportunidad para sentar las bases para la construcción de una nueva y moderna instalación deportiva, dentro de una ciudad deportiva, con gimnasios, piscinas, hotel y campos de fútbol, para lo que se llama TSC Academy. El antiguo estadio municipal de Bačka Topola (Gradski Stadion) fue demolido y el club se trasladó a Senta para los partidos en casa. La Federación Húngara de Fútbol financia las obras de construcción como ya se hizo para el MOL Aréna en Dunajská Streda en Eslovaquia y el Estadio Municipal en Sfântu Gheorghe en Rumania, ciudad donde la etnia mayoritaria es húngara. Así nació un estadio moderno, con iluminación LED, campo climatizado, sistema de riego electrónico y paneles fotovoltaicos que cubren el techo, que tiene en cuenta la máxima eficiencia energética. El aforo total es de 4.500 espectadores, repartidos en 4 gradas cubiertas.
La inauguración oficial tuvo lugar el 3 de septiembre de 2021, con un partido amistoso entre el FK TSC y el club húngaro Ferencváros de Budapest (2-1), mientras que el primer partido del campeonato tuvo lugar el 25 de septiembre, cuando los anfitriones se enfrentaron y vencieron al FK Vojvodina Novi Sad por 1-0 con gol de Slobodan Rajković.

## Juegos internacionales en el TSC Arena
Después de que el FK TSC terminara segundo en la Superliga de Serbia 2022-23, compitió en la clasificación para la Liga de Campeones de la UEFA 2023-24. Perdió en la tercera ronda de clasificación ante el club portugués Sporting Braga. El FK TSC obtuvo una plaza en la fase de grupos de la UEFA Europa League 2023/24 como perdedor. En el Grupo A se enfrentarán al SC Freiburg, al West Ham United y al Olympiakos Piraeus. Además, debido al Conflicto israelí-palestino de 2023, los partidos en casa del [Maccabi Tel Aviv de la UEFA Europa Conference League 2023-24 contra Zarya Lugansk y KAA Gent se llevaron a cabo en el estadio.